# Locomotiva FS 626
Le locomotive FS 626 erano locomotive a vapore con tender di rodiggio 1-3-0, a 2 cilindri esterni e a semplice espansione, che le Ferrovie dello Stato acquisirono dopo il 1918 in conto riparazioni di guerra.

## Storia
Le locomotive di cui era costituito il gruppo 626 FS, erano le "prussiane P 6", progettate da Robert Garbe e costruite, intorno al 1902 (nello stesso periodo in cui nacquero le prussiane G 8 corrispondenti alle FS 422), dalle industrie tedesche dell'epoca per conto delle ferrovie prussiane (KPEV, Koniglich Preussische Eisenbahnverwaltung).
In seguito alle ripartizioni operate dopo la fine della prima guerra mondiale ne vennero assegnate nove unità anche all'Italia; le Ferrovie dello Stato ne curarono l'assegnazione al gruppo 626, con progressivo da 001 a 009.
Le "626" operarono inizialmente in Toscana, assegnate al deposito locomotive di Pistoia; verso la metà degli anni trenta vennero assegnate al Deposito locomotive di Milano Smistamento. Qualche anno dopo, tra 1936 e 1937 vennero accantonate e successivamente demolite.

## Caratteristiche tecniche
La locomotiva era una macchina a vapore surriscaldato con il surriscaldatore (progettato dallo stesso Garbe) inizialmente posto in camera a fumo e in seguito dotata di surriscaldatore tipo Schmidt. Il motore era a 2 cilindri esterni a semplice espansione. Le due unità, 626.001 e 002, appartenevano al primo gruppo (quello con surriscaldatore in camera a fumo) e quindi avevano rendimento complessivo e prestazioni inferiori alle altre sette unità costruite con surriscaldatore posto entro la superficie tubiera della caldaia. La distribuzione era a cassetto cilindrico e sistema Walchaerts.
La locomotiva fu costruita con il rodiggio 1-3-0. Era costituita da un carro su cui erano disposte le tre ruote motrici accoppiate. Sul carro poggiava la caldaia per la produzione di vapore surriscaldato con pressione di esercizio a 12 bar. 
La potenza continuativa attribuita dalle FS alle "626" era di 850 CV. Il sistema di frenatura era pneumatico. Alla locomotiva era accoppiato un tender a carrelli tipo 2'2'T 16.